# سیامبالاووا
سیامبالاووا (به لاتین: Siyambalawewa) یک منطقهٔ مسکونی در سری‌لانکا است که در استان مرکزی (سری‌لانکا) واقع شده‌است.